# ألدو لوكاتيللي
ألدو لوكاتيللي (بالبرتغالية: Aldo Locatelli؛ بالإيطالية: Aldo Locatelli) هو رسام إيطالي وبرازيلي، ولد في 18 أغسطس 1915 في بيرغامو في إيطاليا، وتوفي في 3 سبتمبر 1962 في بورتو أليغري في البرازيل.

## معرض صور

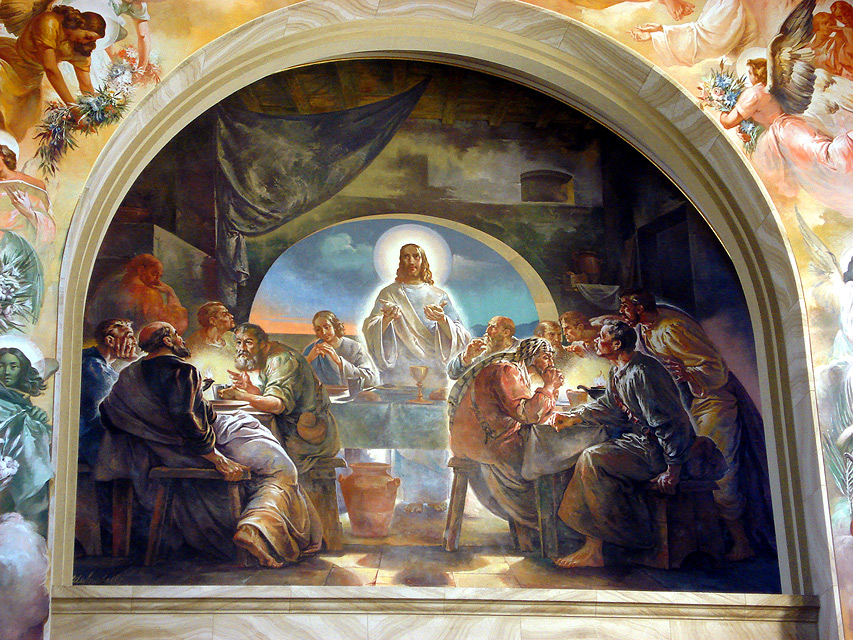
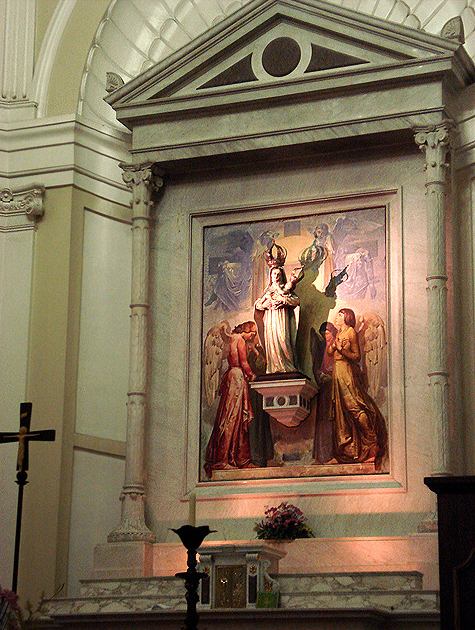
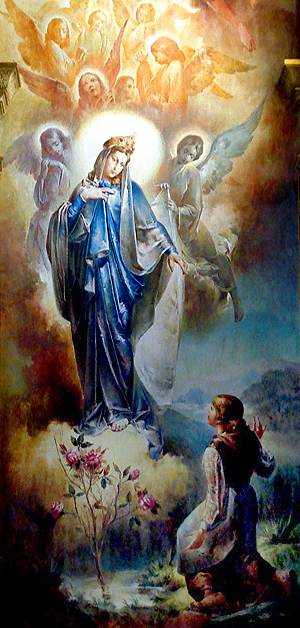
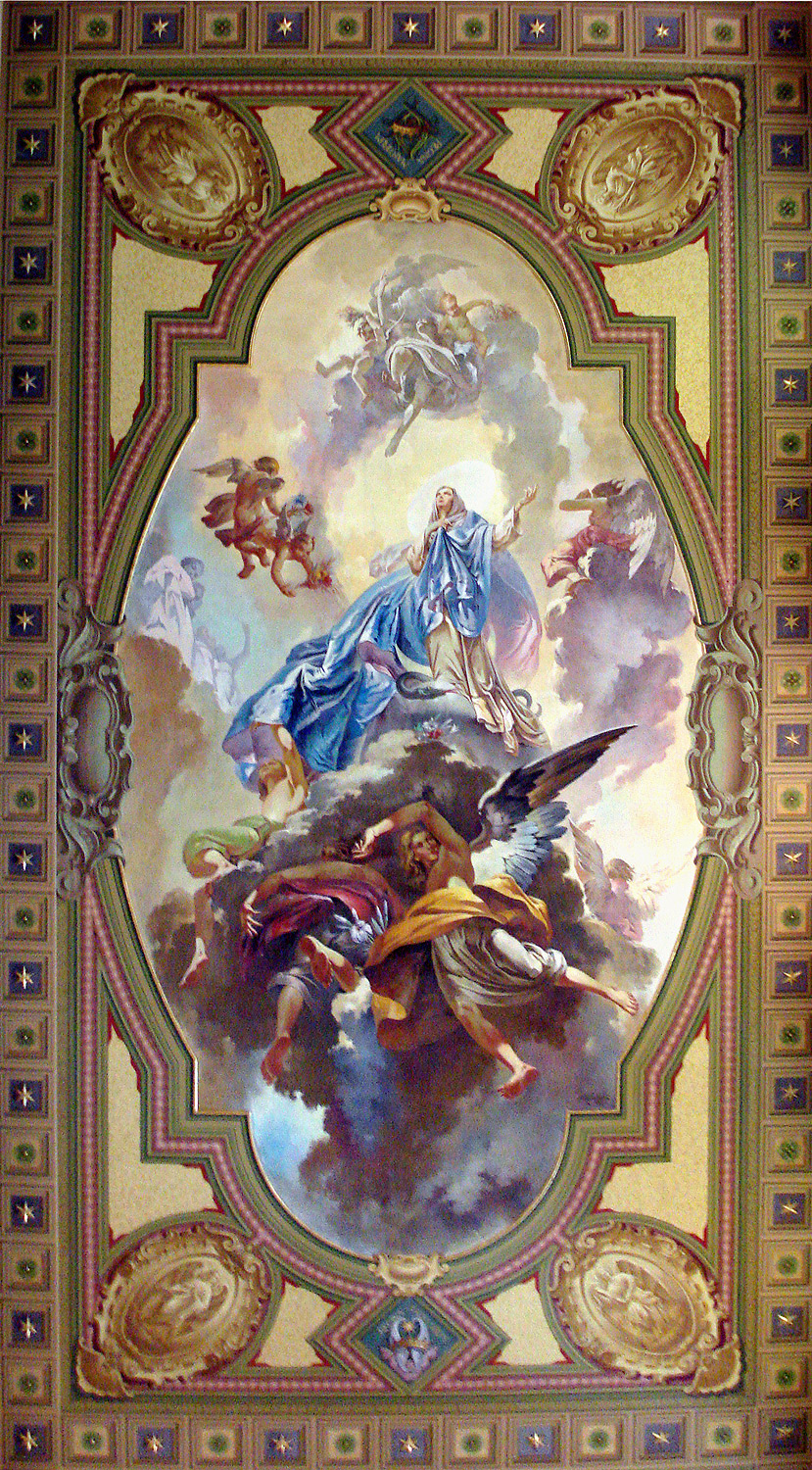
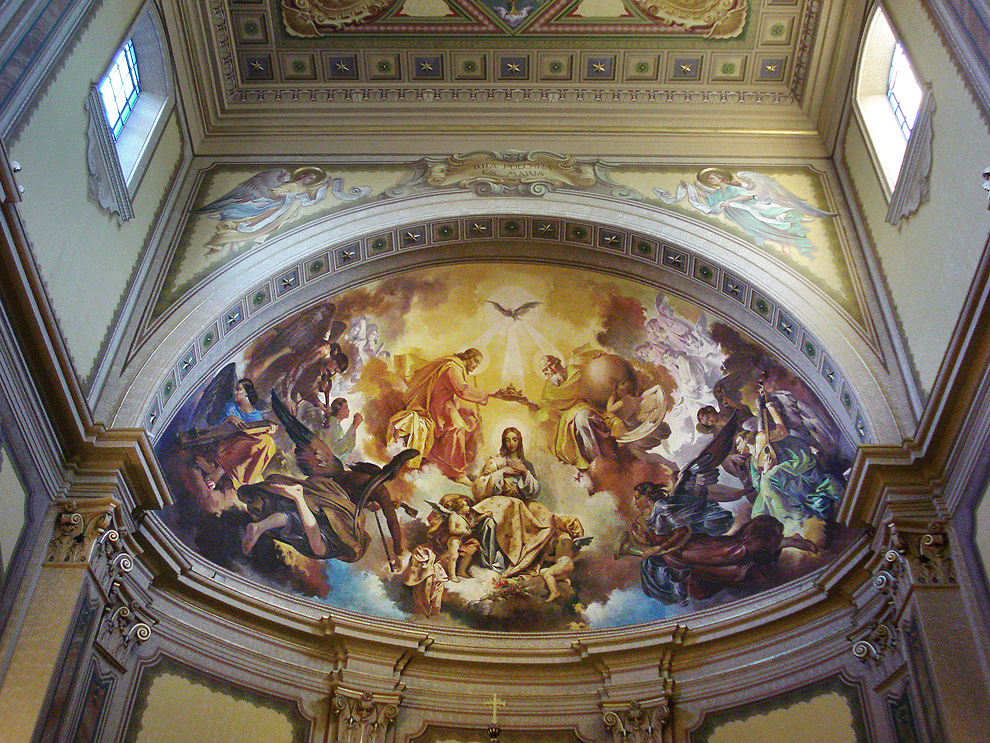
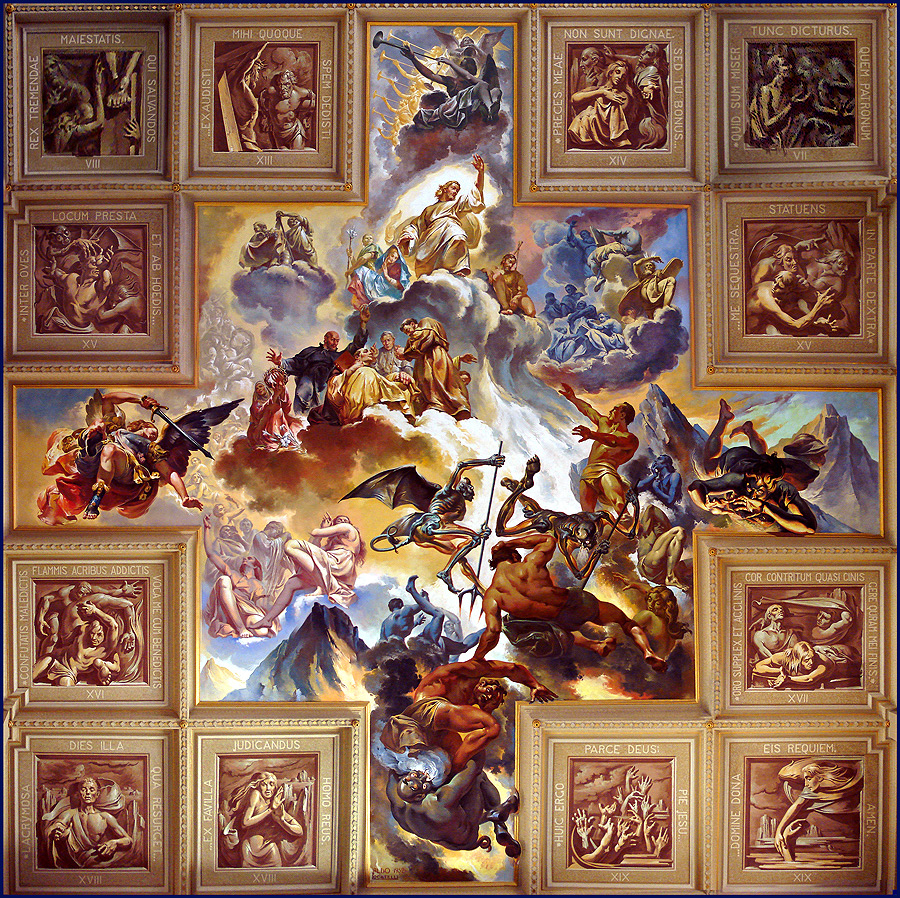